# Francis Bacon
Francis Bacon, 1. vikomt St. Albans, baron z Verulamu; (22. ledna 1561 Londýn – 9. dubna 1626 tamtéž) byl anglický filosof, vědec, historik a politik, propagátor vědeckého experimentu. Iniciátor novověkého pojetí poznání, podle kterého je cílem vědy a filozofie zlepšovat podmínky lidského života. Zakladatel anglického materializmu, empirismu a novodobé experimentální vědy. Založil a zpopularizoval induktivní metodu pro vědecké bádání (tzv. Baconova metoda). Dosáhl nejvyššího úřadu v Anglii, tj. pozice Lorda kancléře.

## Život
Francis Bacon se narodil do rodiny Sira Nicholase Bacona, lorda strážce pečeti, a jeho druhé manželky Anny Cook. Jeho rodina pocházela z tzv. nové šlechty, která získala své majetky po likvidaci statků římskokatolické církve v Anglii. Strýc lord Burghley byl významným ministrem.
Francis Bacon byl ve dvanácti letech poslán do šlechtické přípravky na univerzitu v Cambridge, kde jako dítě vynikal svou genialitou. Když se hanlivě vyjádřil o Aristotelovi a stoupencích scholastiky, byl nucen školu opustit. Již v mládí si byl vědom toho, že je třeba reformovat současnou vědu a školství. Uchýlil se do Francie a doprovázel anglického velvyslance na dvůr Jindřicha III. Po necelých třech letech se kvůli smrti svého otce v únoru 1579 vrátil do Anglie. I když se připravoval na právnickou kariéru a s úspěchem začal studium judikatury, dal nakonec přednost politice. S podporou svého strýce se Francis Bacon stal členem parlamentu (rok 1584), kde působil téměř čtyřicet let a získal pověst vynikajícího řečníka. Byl přítelem a právním poradcem Roberta Devereuxe, 2. hraběte z Essexu, favorita královny Alžběty I., ale v procesu po pokusu o státní převrat se postavil na stranu královny, předložil důkazy proti spiklencům a obvinil je z velezrady. Jeho vystoupení bylo veřejností odsouzeno.
Jako královnin rádce svou státní politiku Bacon opíral o Machiavelliho učení a podporoval ji ve snaze o získávání nových území a ovládnutí mořských cest, v čemž viděl předpoklad hospodářského rozvoje říše. Měl dokonalý přehled o vnitřním stavu království a v parlamentu prosazoval mnohé reformy v řízení státu. Je autorem slavné věty Scientia potestas es (Vědění je moc), kterou pronesl v roce 1597.[nenalezeno v uvedeném zdroji]
Král Jakub I. si Bacona vážil a postupně mu přiděloval stále významnější funkce. V roce 1604 byl Francis Bacon jmenován radou koruny, v roce 1607 vrchním prokurátorem a v roce 1613 vrchním výběrčím daní. Na přímluvu vévody z Buckinghamu se stal strážcem pečeti (1617) a nakonec i lordem kancléřem (1618). Též jej jmenoval rytířem v roce 1603, baronem z Verulamu (1618) a nakonec vikomtem St. Albans v roce 1621. Bacon mu pomáhal svými radami řídit Spojené království Anglie a Skotska a provést mnoho užitečných reforem.
Je historicky doloženo, že během svého dvouletého působení ve funkci kancléře přijal peníze za udělení koncesí a privilegií. Za tuto korupci byl roku 1621 odvolán z úřadu. Soudem peerů byl odsouzen k uvěznění v londýnském Toweru, k pokutě 40 000 liber šterlinků a byl zbaven všech poct a veřejných funkcí. Bacon svou chybu uznal, pokutu zaplatil a od té doby už nikdy nevstoupil na půdu parlamentu. Vzhledem k tomu, že byl oblíbencem krále Jakuba I., a bylo možné, že se stal obětí politických intrik, udělil mu král po pár dnech ve vězení milost a odpustil mu i udělenou pokutu. V roce 1624 mu udělil generální pardon.
Po odchodu z parlamentu se Francis Bacon věnoval vědě a práci na filozofických spisech. Bacon zemřel v roce 1626 na zápal plic, který dostal při svých pokusech se zmrazováním masa.

## Dílo

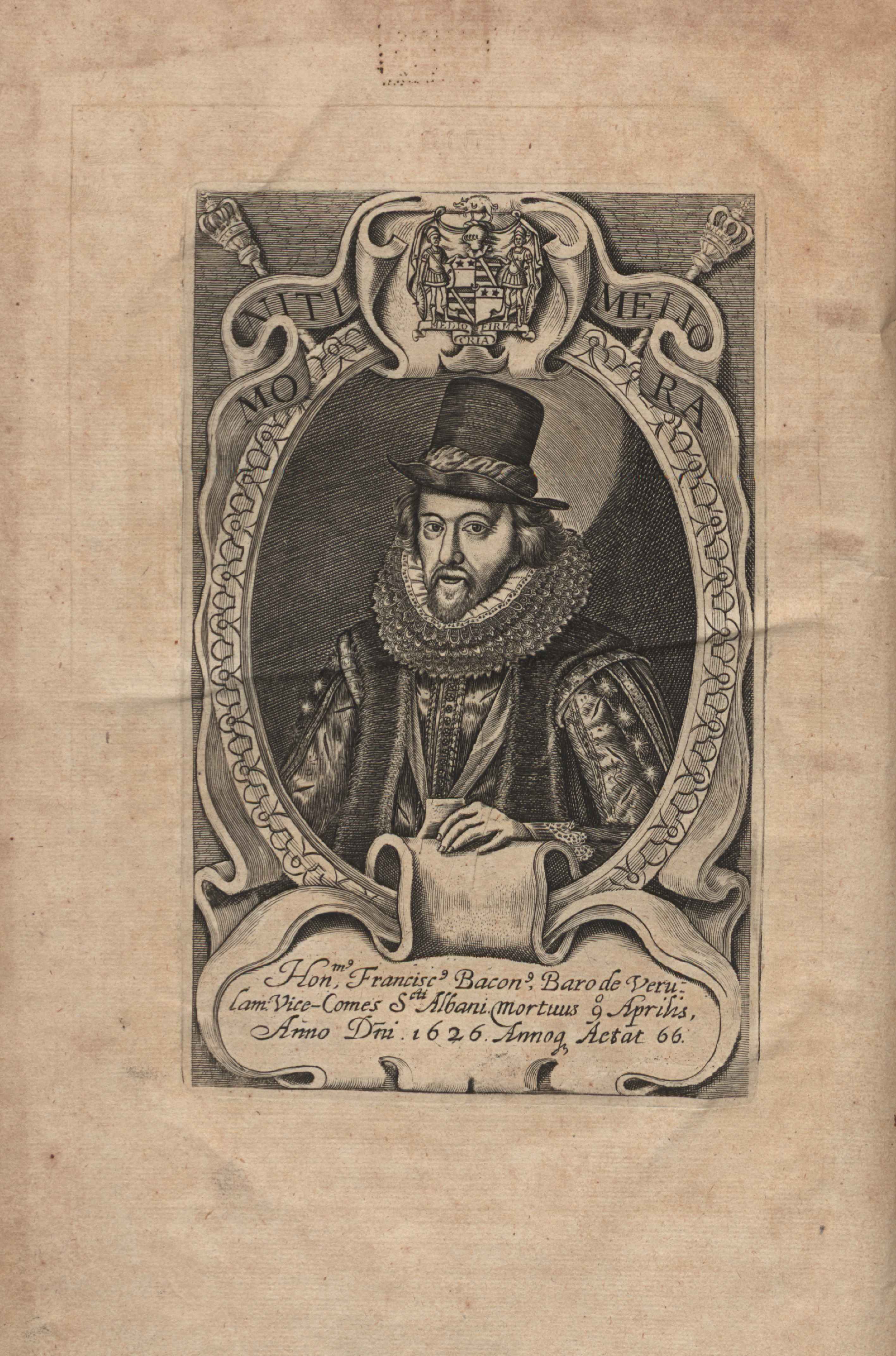
Bacon, Sylva sylvarum

Francis Bacon je autorem několika desítek děl, z nichž většina zůstala nedokončena. Mnoho jeho prací bylo vydáno až po jeho smrti. Jako své nejdůležitější a vrcholné dílo plánoval Bacon napsat spis Velké obnovení věd, které se mělo skládat ze 6 částí. Jednotlivé oddíly měly obsahovat:
1. Klasifikaci a přehled věd
2. Novou induktivní metodu
3. Popis přírody, na jehož základě je možno s metodou pracovat
4. Výčet objevů dosažených novou metodou
5. Částečné a hypotetické závěry odvozené pouze z experimentu, jež by bylo možné přijmout a používat, dokud na ně nebude uplatněna induktivní metoda
6. Filozofická syntéza

Z tohoto plánu Bacon dokončil pouze předmluvu a druhou část nazvanou Nové organon. Místo první části pouze odkazuje na dříve vydaný spis O pokroku vědění. Z ostatních částí se dochovaly pouze některé rozpracované zlomky jako například Popis větrů, Popis hustého a řídkého, Zkoumání magnetu (vše k 3. části) a 2 předmluvy (ke 4. a 5. části).
Mezi Baconovy nejvýznamnější spisy patří:
- Essays (1597, rozšířená vydání 1612 a 1625) [„Eseje", (dříve „Essaye") česky 1928, 1933, 1980, 1985, 2010]
- Valerius Terminus of the Interpretation of Nature (1603) [„Valerius Terminus o interpretaci přírody"]
- The Advancement of Learning (1605) [„O pokroku vědění"]
- Cogitata et Visa de Interpetatione Naturae (1607) [„Myšlenky a pozorování, které se týkají interpretace přírody"]
- Novum Organum (1620) [„Nové organon", česky 1922, 1974, 1990]
- History of the Reign of King Henry VII (1622) [„Dějiny vlády krále Jindřicha VII.]
- De dignitate et augmentis scientiarum (1623) [„O důstojnosti a pokroku věd"]
  - Tento spis je rozšířeným latinským zněním práce The Advancement of Learning [„O pokroku vědění"] z roku 1605.[7] Katolická církev zařadila uvedený latinský spis dekretem z 24. července 1668 na Index zakázaných knih.[8]
- New Atlantis (vydáno posmrtně 1627) [„Nová Atlantis", „Nová Atlantida", česky 1938, 1952, 1980]

### Novum Organum
Filozoficky nejdůležitější dílo Francise Bacona je spis Nové organon. Název úmyslně odkazuje na jiný spis, jehož autorem je Aristoteles a jehož název je Organon (tzn. řecky nástroj). Francis Bacon chtěl svým dílem dát vědcům a filozofům "nový nástroj", který umožní překonání dosavadní vědy a filozofie. Nástrojem je induktivní metoda, která spočívá v postupu od konkrétních dat k obecným závěrům a liší se tak od dosavadní převažující metody dedukce, která spočívá v postupu od obecných zákonitostí ke konkrétním jednotlivostem. Baconova metoda tak klade důraz na empiricky zachytitelná data, na pozorování a experiment a Bacona tak lze považovat za otce moderní vědy.
Bacon kritizoval výsledky staré scholastické vědy a filozofie jako neplodné filozofování, které nemá často užitek pro člověka, a požadoval po vědě užitečnost člověku a zlepšování podmínek života lidí.

#### Učení o idolech
Idoly jsou v Baconově pojetí překážky objektivního poznání. Bacon vyjmenovává následující čtyři:
1. Idol lidského rodu (idola tribus)
2. Idol jeskyně (idola specus)
3. Idol tržiště (idola fori)
4. Idol divadla (idola theatri)

Idol lidského rodu: Jsme lidé, příslušníci lidského rodu. Svět kolem nás tedy vnímáme právě jako lidé. Jak ale můžeme vědět, že my lidé svět vnímáme pravdivě? Například moucha se svým složeným okem vnímá svět jistě jinak. Nevnímá ona svět pravdivěji než člověk?
Idol jeskyně: Každý člověk je trochu odlišný. Jak tedy můžu vědět, že svět vnímám pravdivě právě já? Například existují barvoslepí lidé, kteří vnímají svět jinak než lidé, kteří vnímají barvy. Jak ale můžu vědět, že to nejsou barvoslepí, kteří nevnímají svět pravdivěji, nebo že i já nemám jakousi vadu, která brání pravdivému poznání?
Idol tržiště: Lidé užívají jazyk, ale užívají ho špatně. Například lidé používají slova, kterým nic ve světě neodpovídá (štěstěna, živel ohně) a pomocí těchto pojmů potom člověk poznává a interpretuje svět.
Idol divadla: Lidé mají určitě vědecké, filozofické teorie. Každý nový poznatek tedy vykládáme vždy z již existujících předpokladů. Jak ale víme, že jsou tyto teorie opravdu pravdivé?

### Nová Atlantis
Nová Atlantis je krátká novela vydána v roce 1626, nikdy nebyla dokončena. Vedle děl Thomase Mora a Tommasa Campanelly patří mezi slavné utopie raného novověku (z řeckého ú-topos, tj. žádné místo, nikde, apod.). Bacon v Nové Atlantis popisuje zřízení fiktivního ideálního státu na ostrově Bensalem. Klade důraz na význam vědy pro společnost a z vědeckých metod akcentuje experiment a pozorování.
- Děj: Evropská loď narazí kdesi v odlehlé části Tichého oceánu na ostrov Bensalem. Od jeho obyvatel námořníci dostanou povolení k návštěvě ostrova, jsou ubytováni v tzv. Domě cizinců. Během pobytu zde poznávají místní zvyklosti, mravy a uspořádání společnosti. Mimořádné postavení na ostrově mají členové společnosti Dům Šalamounův, kteří se starají o rozvoj vědy, a to jak vlastním výzkumem, tak cestami do jiných částí světa, odkud přinášejí na Bensalem vynálezy, poznatky, knihy, apod.

### Eseje
Eseje je soubor 59 krátkých textů na nejrůznější témata, která se zabývají společenskými a politickými tématy. První verzi Esejů vydal Bacon v roce 1597, svazek tehdy obsahoval pouze 10 krátkých pojednání. Postupně během svého života Bacon dílo stále doplňoval a rozšiřoval, až se počet esejů zastavil na čísle 59. Eseje nejsou hlubokým filozofickým dílem, ale spíše osobním pojednáním o tématech pravdy, pomsty, smrti, lásky, ateismu, moudrosti, šlechty, panování atd. Podtitul díla zní Rady mravní a politické. Bacon v Esejích radí, jak přistupovat k jednotlivým situacím v životě, váží vždy jednotlivá pozitiva i negativa, snaží se přistupovat k problémům pragmaticky.
- Esej O protivenství: "Ctnost je zajisté jako vzácné koření; nejvíc voní, když se pálí nebo drtí."
- Esej O ateismu: "Kdo Boha popírá, vraždí lidskou důstojnost; protože svým tělem je zajisté člověk spřízněn se zvířaty; a kdyby po duchu nebyl spřízněn s Bohem, je to nízké a neušlechtilé stvoření."
- Esej O lichvě: V Baconově podání lichva je jakékoli půjčování na úrok. Bacon tvrdí, že ve společnosti budou vždy existovat lidé, kteří budou potřebovat půjčku (například obchodníci, kteří nemají momentálně dostatek peněz na nákup zboží). Lidé ale nechtějí půjčovat jiným, pokud z toho nemají žádný zisk. Proto je správné, aby existovala možnost půjčování peněz na úrok, tj. lichvy. Je ale pro její omezení.

### Další
- Podle některých historiků stojí Bacon za Shakespearovými dramaty.[9]
- Vymyslel šifru k zabezpečení diplomatické korespondence.[5]
- Zabýval se schématem univerzálního jazyka.

## Ukázka z díla
Nade vše je však pro říši a její velikost důležité, aby národ vyznával vojenskou službu za hlavní svou čest, za vlastní svůj obor a zaměstnání. (...) V souvislosti s touto věcí je také nutné, aby zákony a zvyklosti státu byly toho druhu, aby jim umožnily snadno vypovídat spravedlivou (tak to lze alespoň rozhlašovat) válku. Lidem je totiž vštípen určitý cit pro spravedlnost, takže nepůjdou do války (z níž pochází tolik běd), pokud k tomu nepovedou alespoň zdánlivě rozumné důvody a stesky. Turci mají jako záminku k válce vždy po ruce důvod, že je třeba rozšiřovat jejich zákony a víru; je to argument, který lze použít vždy. (...) Bez cvičení se neobejde žádné tělo, chce-li si uchovat zdraví; ani tělo lidské, ani tělo státu; a pro království či stát je zajisté spravedlivá a čestná válka dokonalým cvičením. Občanská válka sice rozpaluje jako horečka, avšak válka proti cizímu nepříteli rozpaluje tělo cvičením a uchovává je při zdraví; neboť v lenivém míru odvaha odumře a mužnost zahnívá. Se štěstím ať je to jakkoliv, ale velikost nepochybně dělá: být stále ve zbrani.
Francis Bacon, Eseje